# Eucharissa stigmatica
Eucharissa stigmatica is een vliesvleugelig insect uit de familie Eucharitidae. De wetenschappelijke naam is voor het eerst geldig gepubliceerd in 1874 door Westwood.